# Úsilov
Úsilov (německy Ausilau) je obec v okrese Domažlice v Plzeňském kraji. Žije zde 134 obyvatel.

## Historie
První písemná zmínka o obci pochází z roku 1379.

## Obyvatelstvo
| Rok            | 1869 | 1880 | 1890 | 1900 | 1910 | 1921 | 1930 | 1950 | 1961 | 1970 | 1980 | 1991 | 2001 | 2011 | 2021 |
| -------------- | ---- | ---- | ---- | ---- | ---- | ---- | ---- | ---- | ---- | ---- | ---- | ---- | ---- | ---- | ---- |
| Počet obyvatel | 305  | 321  | 295  | 265  | 263  | 255  | 209  | 153  | 154  | 138  | 122  | 133  | 149  | 128  | 126  |
| Počet domů     | 40   | 44   | 44   | 41   | 40   | 38   | 40   | 41   | 36   | 34   | 34   | 35   | 38   | 40   | 41   |

## Obecní symboly
Znak a vlajka byly obci uděleny rozhodnutím předsedy Poslanecké sněmovny Parlamentu České republiky dne 5. října 2004.

## Pamětihodnosti
Úsilovská tvrz byla nejspíše založena v polovině patnáctého století rodem Výrků z Rýzmberka. Jako panské sídlo sloužila do konce sedmnáctého století a poté ji majitelé větších panství využívali jen k hospodářským účelům. Dochovala se z ní jednopatrová budova s gotickými a renesančními prvky v přízemí.

## Další fotografie

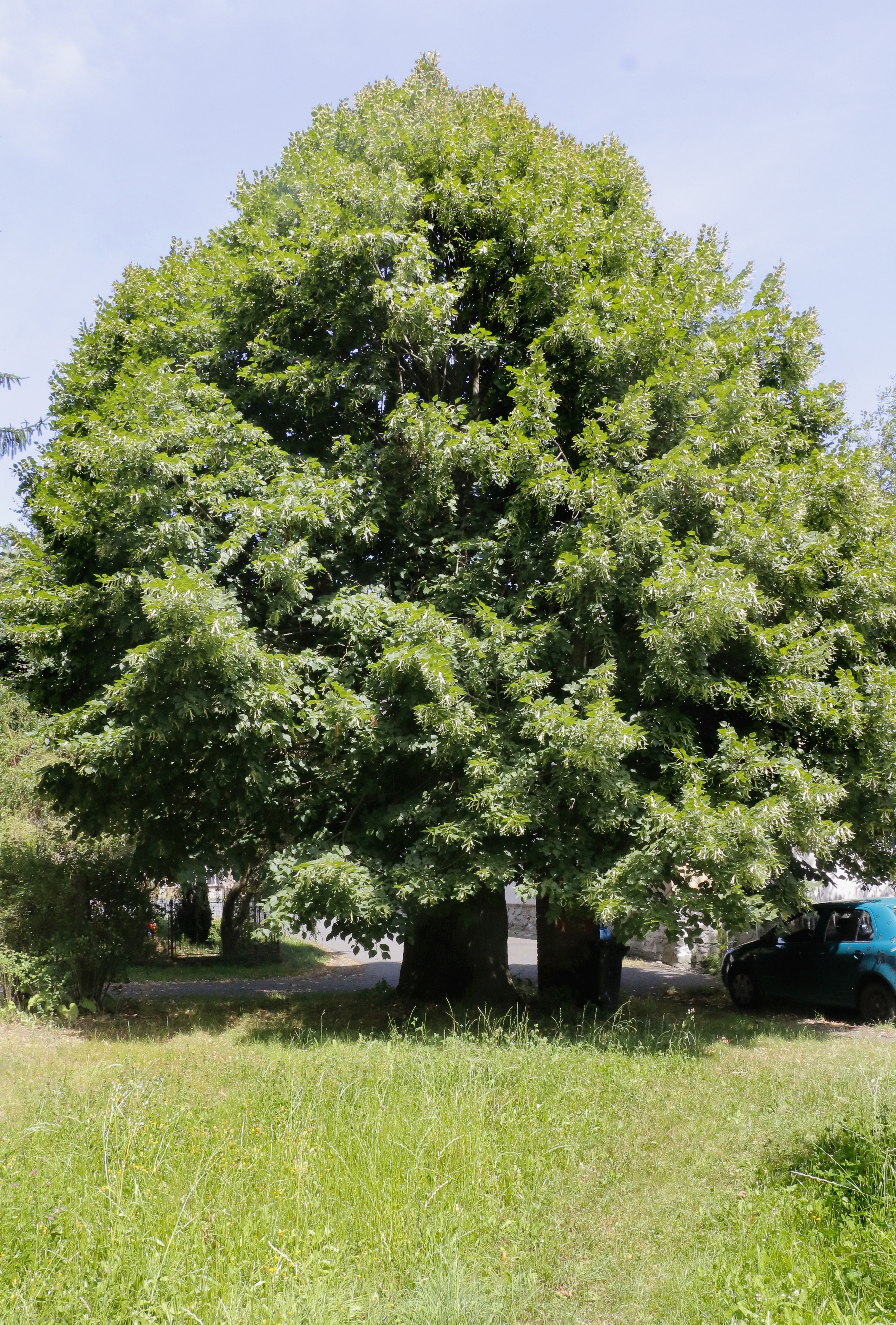
Lípa na severní návsi
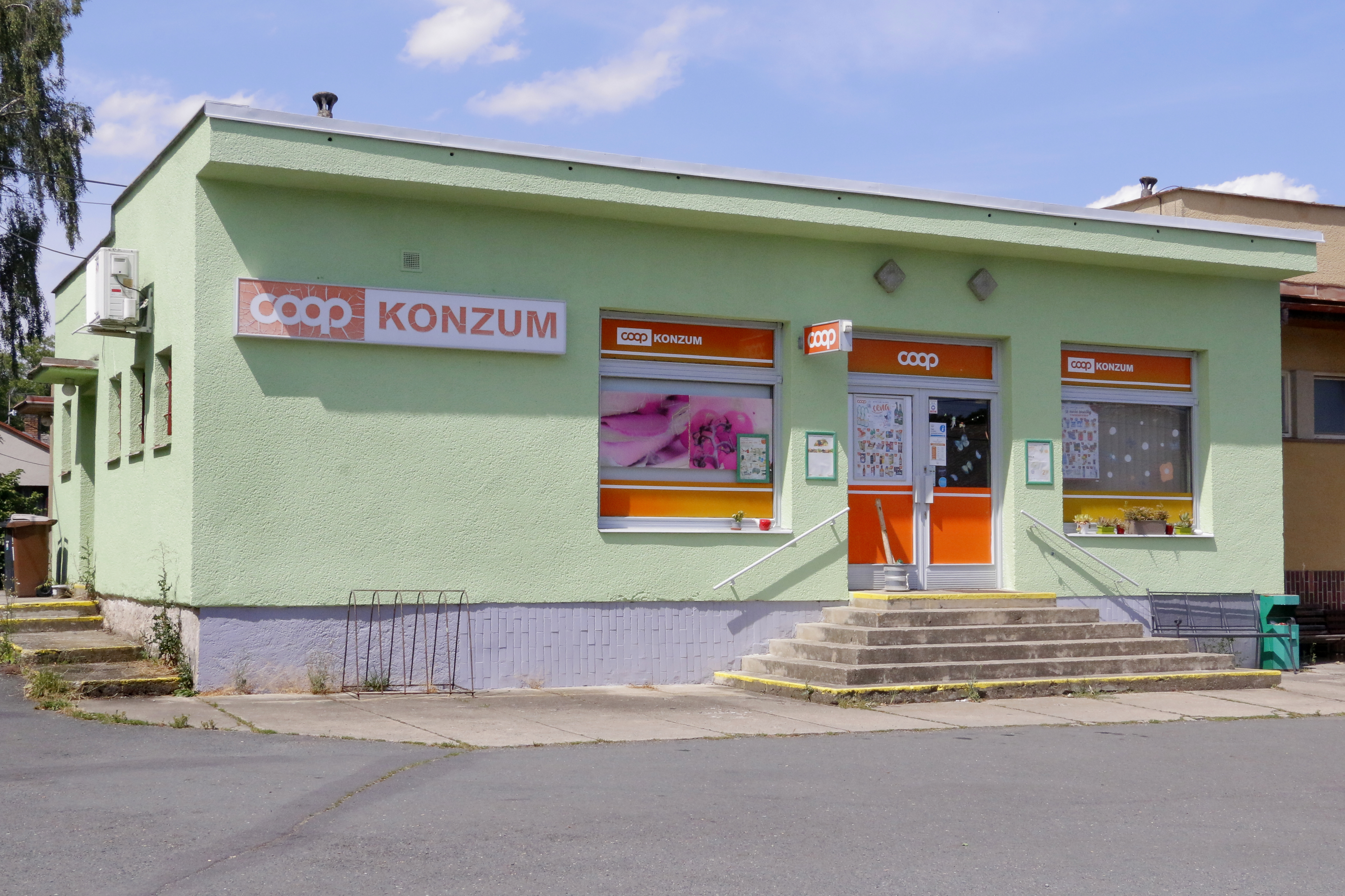
Místní prodejna
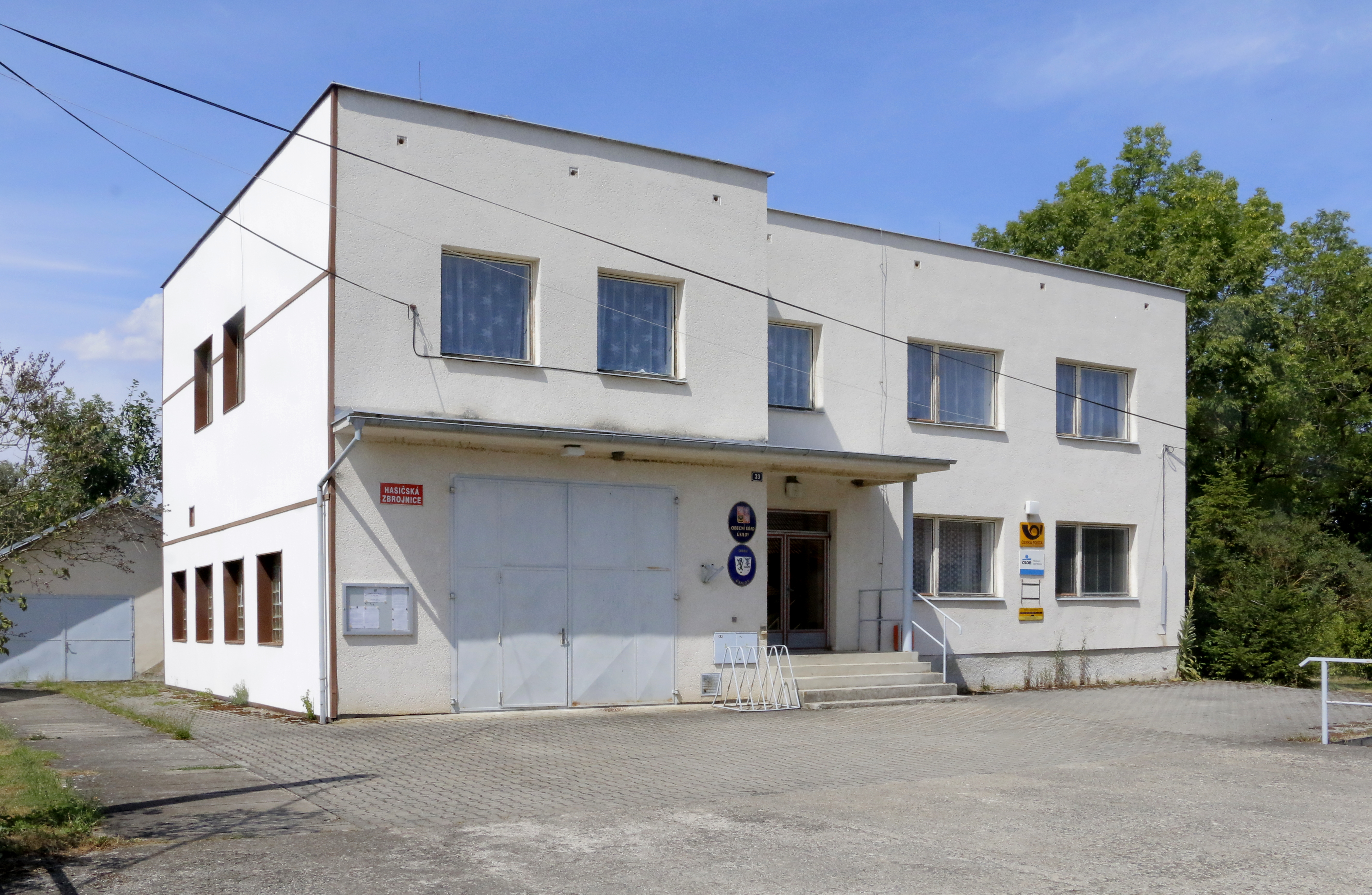
Obecní úřad
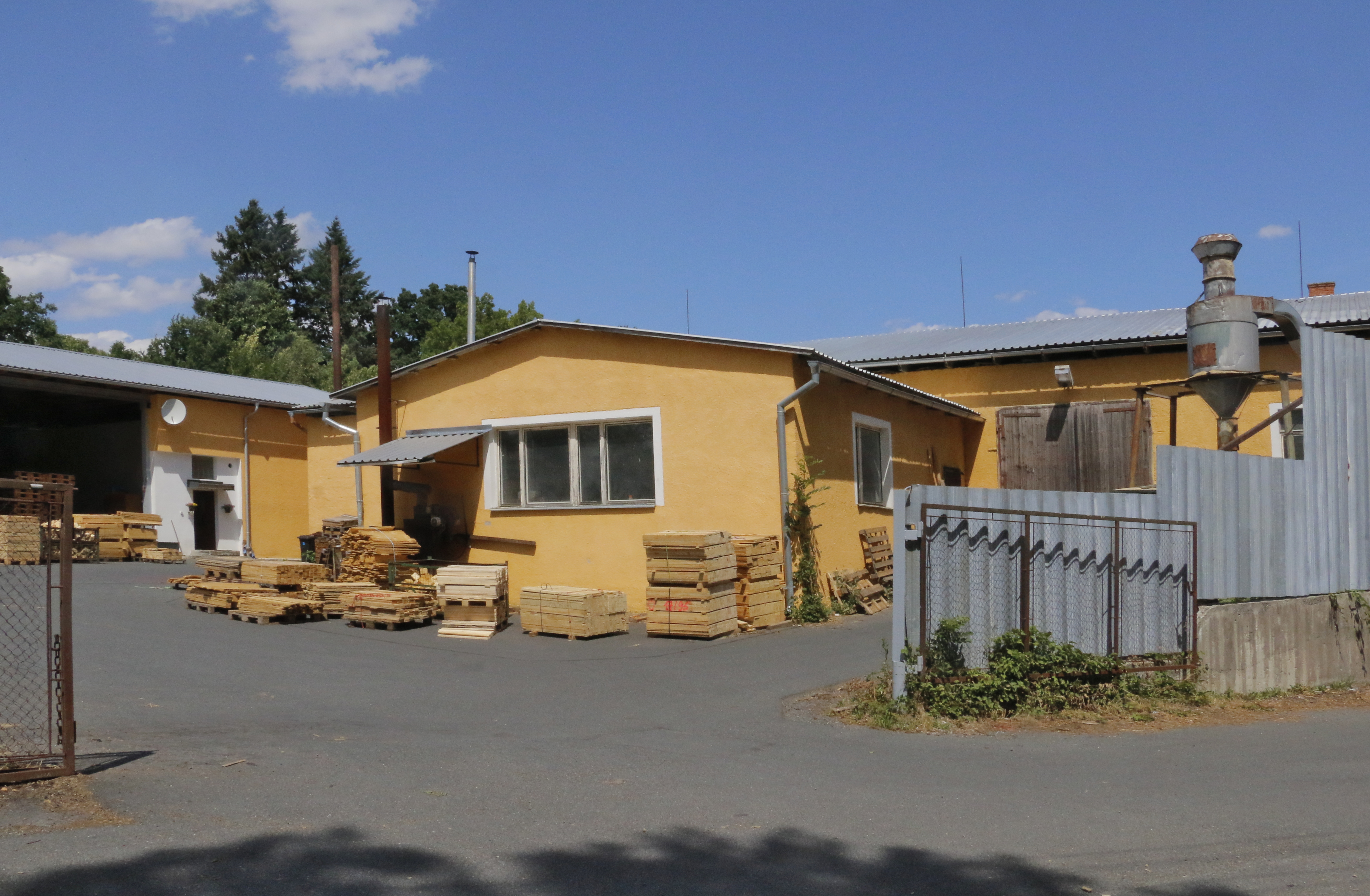
Pila